# Priors Dean
Priors Dean är en by i civil parish Colemore and Priors Dean, i distriktet East Hampshire, i grevskapet Hampshire, i England. Byn är belägen 6 km från Petersfield. Priors Dean var en civil parish fram till 1932 när blev den en del av Colemore and Priors Dean. Civil parish hade 97 invånare år 1931.